# SteamWorld
SteamWorld é uma série de jogos eletrônicos retratando as aventuras de uma raça de robôs a vapor em um mundo steampunk pós-apocalíptico. Os jogos são desenvolvidos e publicados em sua maioria pela desenvolvedora sueca Image & Form. O gênero de cada jogo varia com cada jogo exceto SteamWorld Dig 2, sequência direta de SteamWorld Dig que mantém a mesma base de jogabilidade.
A série SteamWorld foi iniciada com SteamWorld Tower Defense, jogo de tower defense lançado em 2010 e exclusivo para Nintendo DSi; SteamWorld Dig: A Fistful of Dirt, de metroidvania, foi lançado em 2013; SteamWorld Heist, de estratégia em tempo real, foi lançado em 2015; SteamWorld Dig 2 foi lançado em 2017 e, por fim, SteamWorld Quest: Hand of Gilgamech, de RPG e construção de baralho foi lançado em 2019. Todos os jogos depois de SteamWorld Tower Defense são multiplataforma e estão disponíveis para Nintendo Switch, Microsoft Windows, macOS, Linux e Stadia, com algumas outras plataformas disponíveis de acordo com cada título.

## Jogos
| 2010 | Tower Defense |
| 2011 |               |
| 2012 |               |
| 2013 | Dig           |
| 2014 |               |
| 2015 | Heist         |
| 2016 |               |
| 2017 | Dig 2         |
| 2018 |               |
| 2019 | Quest         |

### SteamWorld Tower Defense(2010)
SteamWorld Tower Defense é um jogo de tower defense lançado digitalmente para Nintendo DSi como DSiWare na América do Norte, Europa e Austrália em 5 de julho de 2010.[carece de fontes?] Nesse jogo, o jogador controla um exército de robôs a vapor para derrupar tropas de humanos invasores que querem roubar ouro de suas instalações de mineração. Segundo a Image & Form, esse é o jogo mais difícil que o estúdio já criou. Os eventos do jogo se passam antes dos retratados em SteamWorld Dig e SteamWorld Heist.

### SteamWorld Dig(2013)
SteamWorld Dig (também conhecido como SteamWorld Dig: A Fistful of Dirt) é um jogo de ação e aventura e metroidvania lançado originalmente em 7 de agosto de 2013 na Europa e Austrália e 8 de agosto de 2013 na América do Norte para Nintendo 3DS, depois disponibilizado também para Microsoft Windows, macOS, Linux, PlayStation 4, PlayStation Vita, Wii U, Xbox One, Nintendo Switch e Stadia.[carece de fontes?] Nesse jogo, o jogador controla o robô Rusty e tem como principal objetivo minerar em busca de recusos e minérios nas minas subterrâneas da cidade de faroeste de Tumbleton. O protagonista do jogo, Rusty, será um dos personagens jogáveis no futuro jogo de estratégia em tempo real da Prismatic Games, Hex Heroes.

### SteamWorld Heist(2015)
SteamWorld Heist é um jogo de tiro e estratégia por turnos lançado originalmente para Nintendo 3DS em 10 de dezembro de 2015. Mais tarde, ele também foi lançado para Microsoft Windows, macOS, Linux, PlayStation 4, PlayStation Vita, Wii U, iOS, Nintendo Switch e Stadia.[carece de fontes?] Nesse jogo o jogador controla a Capitã Piper Faraday com o objetivo de entrar, roubar e atirar em naves espaciais inimigas em uma jogabilidade que foca em estratégia ao invés de sorte, em níveis com rolagem lateral e, em grande parte, gerados processualmente. O jogo conta com diversas armas e itens cosméticos coletáveis. Sua trilha sonora, Music from SteamWorld Heist, composta e gravada pela banda Steam Powered Giraffe, teve um lançamento próprio em CD e vinil. Um pacote de conteúdo para download, intitulado The Outsider, também foi lançado em 28 de abril de 2016.

### SteamWorld Dig 2(2017)
SteamWorld Dig 2 é uma sequência direta de SteamWorld Dig em sua história e jogabilidade, mantendo a mesma base mas com alguns aprimoramentos. O jogo foi lançado originalmente para Nintendo Switch em 21 de setembro de 2017, e mais tarde para Microsoft Windows, macOS, Linux, PlayStation 4, PlayStation Vita, Nintendo 3DS, Xbox One e Stadia.[carece de fontes?] Desta vez, o jogador controla o robô Dorothy com o objetivo de encontrar Rusty, que havia se perdido nas minas no final do jogo anterior. Ela pode desbloquear novas habilidades e armas durante o jogo, bem como aprimorar as que já tem com Engrenagens de Melhoria.

### SteamWorld Quest(2019)
SteamWorld Quest (também conhecido como SteamWorld Quest: Hand of Gilgamech) é um jogo de RPG e construção de baralho, lançado originalmente para Nintendo Switch em 25 de abril de 2019, e depois disponibilizado para Microsoft Windows, macOS, Linux, Stadia e iOS. O jogo segue os robôs Armilly e Copernica em uma história apresentada como um conto de fadas contado no universo de SteamWorld Heist, sem relação direta aos jogos anteriores da série em seu enredo. No mundo de rolagem lateral, o jogador pode encontrar tesouros, batalhar inimigos com cartas que os robôs usam para executar programas e construir seu próprio baralho.

## Recepção
| Jogo                     | Ano  | GameRankings                                                    | Metacritic                                                                          |
| ------------------------ | ---- | --------------------------------------------------------------- | ----------------------------------------------------------------------------------- |
| SteamWorld Tower Defense | 2010 | DSi: 69%                                                        | DSi: 71/100                                                                         |
| SteamWorld Dig           | 2013 | 3DS: 83% PC: 82% PS4: 84% WIIU: 85% XONE: 84% NS: 75% VITA: 80% | 3DS: 82/100 PC: 76/100 PS4: 82/100 WIIU: 83/100 XONE: 83/100 NS: 75/100             |
| SteamWorld Heist         | 2015 | 3DS: 87% PC: 90% PS4: 85% VITA: 92% WIIU: 85% iOS: 90% NS: 91%  | 3DS: 86/100 PC: 81/100 PS4: 83/100 VITA: 90/100 WIIU: 87/100 iOS: 90/100 NS: 91/100 |
| SteamWorld Dig 2         | 2017 | NS: 88% PC: 86% PS4: 84% 3DS: 90% VITA: 90%                     | NS: 88/100 PC: 85/100 PS4: 85/100                                                   |
| SteamWorld Quest         | 2019 | NS: 81% PC: 85%                                                 | NS: 81/100                                                                          |

Segundo o agregador de críticas Metacritic, a maior parte dos jogos da série foi recebida com "críticas geralmente positivas", com a exceção de SteamWorld Tower Defense, que recebeu "críticas mistas ou medianas", e das versões de PlayStation Vita, iOS e Nintendo Switch de SteamWorld Heist, que foram recebidas com "aclamação universal".
Depois do lançamento de SteamWorld Quest, a série como um todo foi elogiada por Russ Frushtick da Polygon. Comparando-a a grandes séries da indústria de jogos eletrônicos, o redator afirmou apreciar a variedade de gêneros que a série apresenta em seus diversos jogo, desejando que mais franquias seguissem esse caminho. Ele também afirmou que a Image & Form foi capaz de "trazer o mesmo nível de carinho para cada um dos gêneros que experimentaram até agora, apesar do quão diferentes eles são," se dizendo ansioso para saber qual gênero a desenvolvedora experimentará a seguir.